# Saint-André-de-Cubzac
Saint-André-de-Cubzac (okcitansko Sant Andrieu de Cubzac) je naselje in občina v jugozahodnem francoskem departmaju Gironde regije Akvitanije. Leta 2008 je naselje imelo 8.977 prebivalcev.

## Geografija
Naselje leži v pokrajini Gujeni ob reki Dordogne, 23 km severovzhodno od Bordeauxa.

## Uprava
Saint-André-de-Cubzac je sedež istoimenskega kantona, v katerega so poleg njegove vključene še občine Aubie-et-Espessas, Cubzac-les-Ponts, Gauriaguet, Peujard, Saint-Antoine, Saint-Gervais, Saint-Laurent-d'Arce, Salignac in Virsac z 19.242 prebivalci.
Kanton Saint-André-de-Cubzac je sestavni del okrožja Blaye.

## Zanimivosti
- cerkev sv. Andreja iz 12. in 13. stoletja,
- neoklasicistični dvorec Château du Bouilh iz 18. in 19. stoletja,
- ribiško pristanišče Plagne, s svetilnikom.

## Osebnosti
- Jacques-Yves Cousteau (1910-1997), pomorščak, raziskovalec, član Académie française;

## Pobratena mesta
- Albatera (Valencia, Španija);